# Atlantirivulus
Atlantirivulus là một chi cá trong họ Rivulidae ở Brazil.

## Các loài
Có cả thảy 15 loài đã được ghi nhận trong chi này:
- Atlantirivulus depressus (W. J. E. M. Costa, 1991)
- Atlantirivulus guanabarensis W. J. E. M. Costa, 2014[3]
- Atlantirivulus haraldsiolii (Berkenkamp, 1984)
- Atlantirivulus janeiroensis (W. J. E. M. Costa, 1991)
- Atlantirivulus jurubatibensis (W. J. E. M. Costa, 2008)
- Atlantirivulus lazzarotoi (W. J. E. M. Costa, 2007)
- Atlantirivulus luelingi (Seegers, 1984)
- Atlantirivulus maricensis W. J. E. M. Costa, 2014[3]
- Atlantirivulus nudiventris (W. J. E. M. Costa & G. C. Brasil, 1991)
- Atlantirivulus paranaguensis W. J. E. M. Costa, 2014[3]
- Atlantirivulus ribeirensis W. J. E. M. Costa, 2014[3]
- Atlantirivulus riograndensis (W. J. E. M. Costa & Lanés, 2009)
- Atlantirivulus santensis (Köhler, 1906)
- Atlantirivulus simplicis (W. J. E. M. Costa, 2004)
- Atlantirivulus unaensis (W. J. E. M. Costa & De Luca, 2009)